# Вертипрахова, Ираида Фёдоровна
Ираида Фёдоровна Вертипрахова (1931—2006) — советская женщина-пилот «Аэрофлота», единственная женщина Заслуженный пилот СССР (1978).

## Биография
Родилась 23 октября 1931 года в Красноуфимске в многодетной семье.
По окончании седьмого класса поступила в медицинское училище. Затем решила посвятить себя самолётам. Окончила в 1952 году в Свердловске (ныне Екатеринбург) аэроклуб ДОСААФ. Затем продолжила обучение в Саранске, окончив там лётную школу (Саранская центральная объединённая летно-техническая школа) в 1955 году. Была направлена в Красноярский аэроклуб в качестве летчика-инструктора по парашютной подготовке. Совершенствуя технику прыжков сама, Ираида начала обучать этому других.
Затем Вертипрахова перешла на работу в Красноярский объединённый авиаотряд. В начале летала на самолёте Ил-14, потом на Ил-18, командиром которого она являлась в течение многих лет. Это были турбовинтовые самолёты. А в 1970-е годы Ираида Фёдоровна переучилась на пассажирский турбореактивный самолёт Ил-62 — она стала первой в Советском Союзе женщиной-командиром самолёта Ил-62 авиакомпании «Аэрофлот». Примечательно, что весь экипаж лайнера под управлением Ираиды Вертипраховой был женским: два вторых пилота — Тамара Павленко и Евгения Мартова, бортинженер — Галина Смагина, штурман — Галина Козырь и бортрадист — Нина Костыркина.
16 сентября 1977 г. на Ил-62М женский экипаж И.Ф. Вертипраховой установил женские мировые рекорды скорости: 953 км/ч по замкнутому маршруту протяженностью 5000 км и 806 км/ч по замкнутому маршруту протяженностью 10 000 км. Через месяц, 23 октября, этот же экипаж установил женский мировой рекорд дальности полета по прямой, выполнив перелет из столицы Болгарии Софии во Владивосток. Расстояние 10 086,7 км было пройдено со средней скоростью 830 км/ч.
Свою лётную карьеру завершила в Красноярском объединённом авиаотряде. Тогда в нём не эксплуатировался Ил-62, поэтому Вертипраховой снова пришлось переучиваться, и она освоила среднемагистральный самолёт Ту-154, став его командиром. Не имея за свою многолетнюю карьеру пилота нареканий в работе, попала в немилость начальству после рокового события в Сочи в 1981 году: при приземлении в аэропорту города самолёт Ту-154 выкатился за пределы взлётно-посадочной полосы. Никто из пассажиров и членов экипажа не пострадал, но этот инцидент сказался на карьере Вертипраховой — она была переведена во вторые пилоты самолёта Ил-18. Проработав в этой должности несколько лет, была отправлена для работы на самолёт Ан-2. Не став терпеть унижений со стороны руководства, Ираида Вертипрахова завершить лётную карьеру.
Вернулась в родной город к матери, где и умерла 28 августа 2006 года.
Была награждена орденом Трудового Красного Знамени, медалями, удостоена звания «Заслуженный пилот СССР» (1978), Почётный гражданин города Красноуфимска. В Красноуфимске на доме по адресу улица Ухтомского, 23, где проживала И. Ф. Вертипрахова, ей установлена памятная доска. . На новой обновленной набережной города Красноуфимска в 2022 году появился арт-объект - фигура из бронзы в честь известной летчицы - девушка с самолетиком.  Основная идея арт-объекта в том, что мечты сбываются, этой девочке покорилось небо! Хотите, чтобы ваши мечты исполнились - можно потереть самолётик у девочки на Набережной города Красноуфимска